# Verdun (Québec)
Verdun è un quartiere (arrondissement) di Montréal, città del Canada situata nella provincia del Québec.
Costituito nel 2002, è situato nella parte meridionale dell'isola di Montréal. Formato dalla ex città di Verdun, comprende anche l'Île des Sœurs.